# Rudolf Häuser

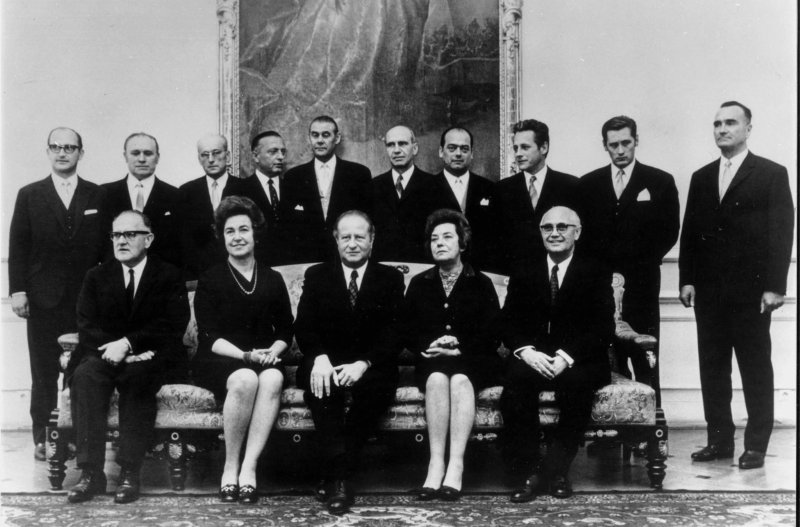
Rudolf Häuser (sitzend, erster von rechts) im Kabinett Kreisky I (1970)

Rudolf Häuser (* 19. März 1909 in Wien, Österreich; † 24. März 2000 ebenda) war ein österreichischer Politiker und Gewerkschafter.

## Leben
Rudolf Häuser wurde am 19. März 1909 als Kind einer Arbeiterfamilie in Wien geboren. Zunächst besuchte er das Technologische Gewerbemuseum (TGM) und arbeitete als Maschinenbauingenieur. Anschließend trat er in die sozialistische Bewegung ein. Bei der Vereinigung „Sozialistische Mittelschüler“ war er zwei Jahre Bundesobmann. Danach begann er sein Studium und war in der freien Gewerkschaftsbewegung aktiv. Dabei war er als Mitglied der Hospitantengruppe des Bundes der Industrieangestellten bis 1934 in mehreren Funktionen tätig. 
1937 war Rudolf Häuser vorübergehend Angestellter als Maschinenbauingenieur in der Molkerei MIAG. In der Zeit der Ständediktatur beteiligte er sich in der illegalen Freien Angestelltengewerkschaft Österreichs (FRAGÖ) und nach dem „Anschluss“ am Widerstand gegen den Nationalsozialismus.

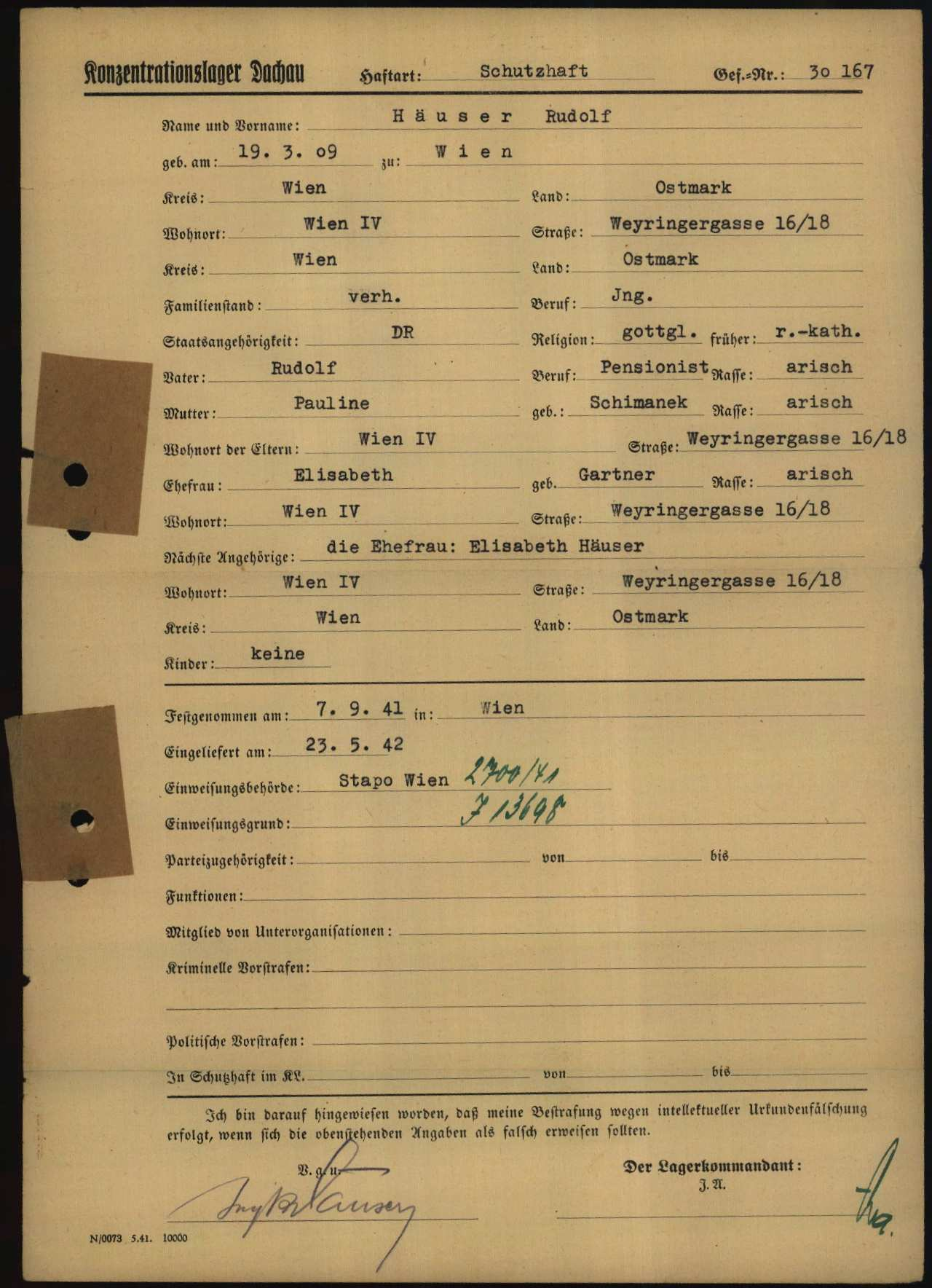
Anmeldeformular von Rudolf Häuser als Gefangener in nationalsozialistischen Konzentrationslager Dachau

Während des Zweiten Weltkriegs war er von 1941 bis 1945 als politischer Gefangener der Gestapo im KZ Dachau inhaftiert. Nach seiner Entlassung übte er bis 1959 das Amt des Betriebsratsobmann in der MIAG und erster Landesvorsitzender der Gewerkschaft der Privatangestellten (GPA) in Wien aus. Zuvor war er 1953 zu dessen stellvertretenden Vorsitzenden ernannt und wechselte anschließend in die Bundespolitik.
Ab 1962 war er Mitglied der Sozialdemokratischen Partei Österreichs (SPÖ). Bis 1974 saß er für seine Partei als Abgeordneter im Nationalrat. Vom 21. April 1970 bis zum 30. September 1976 war er Vizekanzler und Bundesminister für Soziales unter der Bundesregierung von Bundeskanzler Bruno Kreisky. Dort war er maßgebend in arbeits- und sozialrechtlichen Fragen wie zum Arbeitsverfassungsgesetz beteiligt. 
1962 übernahm Rudolf Häuser das Amt des Vorsitzenden der GPA, welches er bis 1974 innehatte. Von 1963 bis 1975 war er Vizepräsident des Österreichischen Gewerkschaftsbundes (ÖGB). Nach dem Ausscheiden aus der Politik lebte er zurückgezogen. Im Jahr 1995 veröffentlichte Häuser den Bericht Dachau 1945. Letzte Tage im KZ, Evakuierung, Flucht. Das Buch umfasst seine Notizen seiner letzten fünf Tage im KZ Dachau, die er mit vierzig Jahren Abstand redigierte: "Nicht Mitleid soll damit geweckt werden, noch weniger der Eindruck entstehen, daß wir Helden waren. Wie viele unserer Tausenden Schicksalsgenossen hatten wir nur den starken Willen zu überleben, wieder frei zu sein. Dieser Wille gab uns die Kraft und war unsere Stärke."
Am 24. März 2000 wählte Rudolf Häuser in Wien den Freitod. Er wurde 91 Jahre alt. Häuser wurde am Wiener Zentralfriedhof bestattet.

## Ehrungen (Auswahl)
- Verleihung des Großen Goldenen Ehrenzeichens für Verdienste um das Land Wien mit dem Stern (1975)
- Verleihung des Ehrenzeichens für Verdienste um die Befreiung Österreichs (1977)[4]